# فرودگاه راجپور
 فرودگاه راجپور (به انگلیسی: Raipur Airport) (به زبان بومی: Mana Airport) یک فرودگاه همگانی با کد یاتا RPR است که یک باند فرود آسفالت دارد و طول باند آن ۲۲۸۶ متر است. این فرودگاه در شهر رای‌پور کشور هند قرار دارد و در ارتفاع ۳۱۷ متری از سطح دریا واقع شده‌است.

## شرکت‌های هواپیمایی و مقصدهای پروازی
| شرکت‌های هواپیمایی | مقصدهای پروازی |
| ----------------- | --- |
| ایر ایندیا        | ایندیرا گاندی، چاتراپاتی شیواجی، دکتر باباساهب آمبدکار، ویساکاپاتنام                                                                            |
| ایندی‌گو           | بنگالورو، چنای، ایندیرا گاندی، دابولیم، راجیو گاندی، دیوی اهیلیابای هولکار، کوچین، نتاجی سبهاش چندر بوس، چاتراپاتی شیواجی، لوک نایاک جایاپراکاش |
| ویستارا           | ایندیرا گاندی (آغاز از oct 2017 onwards) |

### باری
| شرکت‌های هواپیمایی | مقصدهای پروازی                               |
| ----------------- | -------------------------------------------- |
| بلو دارت اوییشن   | ایندیرا گاندی، چاتراپاتی شیواجی، راجیو گاندی |